# Micrarionta gabbii
Micrarionta gabbii је пуж из реда Stylommatophora и фамилије Helminthoglyptidae. 

## Угроженост
Ова врста се сматра рањивом у погледу угрожености врсте од изумирања.

## Распрострањење
Сједињене Америчке Државе су једино познато природно станиште врсте.

## Популациони тренд
Популациони тренд је за ову врсту непознат.

## Станиште
Врста Micrarionta gabbii има станиште на копну.